# Cora (llengua)
El cora (també anomenada chora o chota) és una llengua uto-asteca parlada a Mèxic pels cores, que es denominen a si mateixos Naáyarite. Els cora habiten en la serra nord de l'estat mexicà de Nayarit, Jalisco, i Durango (nom derivat de Naáyarite).
El cora és una llengua mesoamericana que mostra molts dels trets definitoris de l'àrea lingüística mesoamericana. La llengua cora té reconeixement oficial per la "Llei de Drets Lingüístics" Arxivat 2007-02-08 a Wayback Machine. que la reconeix com una "llengua nacional" juntament amb altres 62 llengües indígenes i el castellà, i té la mateixa "validesa" a Mèxic que l'espanyol o les altres llengües.

## Variants i autònims
La llengua té autònims diferents segona les seves varietats:
- rosaríìtu [ɽosaɽiːtu] o cora de Rosarito
- wachí hapwa [waˈt͡ʃi hapʷa] o cora de Dolores
- yaúhke’ena [ˈjauhkeʔena] o cora meseño
- chwísita’na [ˈt͡ʃwisitaʔna] o cora de Jesús María
- kwáaxa’ata [ˈkʷaːʂaʔata] o cora francisqueño
- kwéimarusa’na [ˈkʷeimaɽusaʔna] o cora tereseño
- múxata’ana [ˈmuʂataʔana] o cora presideño
- kuráàpa [kuɽaːpa] o cora corapeño.

## Distribució geogràfica
Hi ha dues varietats principals de cora anomenades:
- Cora del Nayar o cora meseño que és parlat per unes 9.000 persones (cens de 1993) a la serralada de Nayarit i part de la Serralada de Jalisco.
- Cora de Santa Teresa que és parlat per 7.000 persones (cens de 2011) al centre-nord de Nayarit i part de la Serralada de Durango. Aquesta varietat té una intel·ligibilitat tan baixa amb l'altra varietat, que diversos autors els consideren varietats separades.[3]

A causa de migracions recents, existeix una petita comunitat de cores en la part occidental de l'oest de l'estat de Colorado, (Estats Units).

## Classificació
La llengua més propera al cora és el huichol, juntament amb el que forma la subfamília corachol dins de les llengües uto-asteques. Presenta també certa proximitat dins de les llengües uto-asteques amb el grup cahita (mayo, yaqui), el grup nàhua (nàhuatl) i el tubar. Tant el cora, el huichol, com el nàhuatl i el tubar conserven reflexos no mutats del fonema /*kʷ/, que en resta de llengües de la divisió sonorenca o meridional de la família utoasteca ha evolucionat a una bilabial /*pʷ/, /*p/, /*b/ o /*β̞/.

## Descripció lingüística

### Fonologia
El cora presenta una fonologia típica de les llengües uto-asteques amb cinc timbres vocàlics i quantitat vocàlica rellevant, a més d'un inventari consonàntic petit i sense grups consonàntics complicats. No obstant això, el cora és peculiar dins de les llengües uto-asteques per haver desenvolupat un sistema d'accent tonal. L'inventari de consonants ve donat per:
|           | labial | labial | alveolar | alveolar | palatal | palatal | velar | velar | glotal | glotal |
| --------- | ------ | ------ | -------- | -------- | ------- | ------- | ----- | ----- | ------ | ------ |
| oclusiva  | p/b    | pʷ     |          |          | t       | t       | k     | kʷ    | ʔ      | ʔ      |
| africada  |        |        | ʦ        | ʦ        | ʧ       | ʧ       |       |       |        |        |
| fricativa |        |        | s        | s        | ʂ       | ʂ       | x     | x     | h      | h      |
| líquida   |        |        | l, ɽ     | l, ɽ     |         |         |       |       |        |        |
| nasal     | m      | mʷ     | n        | n        |         |         |       |       |        |        |
| semivocal | w      | w      |          |          | j       | j       |       |       |        |        |

A algunes varietats com el cora d'El Nayar l'inventari inclou alguns fonemes addicionals, en distingir alveolars apicals /t, ʧ, n/ d'alveolars laminales /tʲ, ʧʲ, nʲ/. Les africades /ʦ, ʧ/ a vegades es transcriuen simplement com <c, č>. Totes les varietats de cora presenten els seguünts timbres vocàlics:
|         | anterior | central | posterior |
| ------- | -------- | ------- | --------- |
| tancada | i        | u       | u         |
| mitjana | ɛ        |         |           |
| oberta  |          | ɑ       |           |

La vocal /u/ a vegades apareix transcrita en alguns autors com <i>, i igualment /ɛ/ apareix transcrita freqüentment simplement com <e>.

## Gramàtica
Com la majoria de llengües utoasteques el cora presenta una morfologia nominal relativament simple, en el qual el nom té dos estats bàsics: formes posseïdes i formes no posseïdes. Les formes posseïdes inclouen un prefix de persona que indica el posseïdor, mentre que les formes no posseïdes tenen una marca de cas absolutiu que pot ser -ri o -ci (tots dos derivats de -tu i del proto-utoasteca -ta).

## Ús als mitjans
El cora, com altres llengües indígenes, és usat com una de les llengües vehiculars de l'emissora XEJMN-AM, dependent de la CNDPI i que emet des de Jesús María (Nayarit).